# Woodford Green
Woodford Green är en ort i Storbritannien.   Den ligger i grevskapet Greater London och riksdelen England, i den sydöstra delen av landet, 15 km nordost om huvudstaden London. Woodford Green ligger 62 meter över havet och antalet invånare är 22 803.
Terrängen runt Woodford Green är huvudsakligen platt. Woodford Green ligger uppe på en höjd. Runt Woodford Green är det mycket tätbefolkat, med 4 842 invånare per kvadratkilometer. Närmaste större samhälle är City of London, 13,3 km sydväst om Woodford Green. Runt Woodford Green är det i huvudsak tätbebyggt.